# Thomas Dieterich
Thomas Dieterich (ur. 19 czerwca 1934 w Jeleniej Górze, zm. 6 maja 2016 w Kassel) – niemiecki prawnik, specjalista w zakresie prawa pracy, były sędzia Federalnego Trybunału Konstytucyjnego i były prezydent Federalnego Sądu Pracy.
Po ukończeniu wykształcenia prawniczego i uzyskaniu tytułu doktora pod opieką Wolfganga Sieberta Dieterich podjął w roku 1963 działalność w charakterze sędziego i dyrektora sądu pracy w Mannheim i Heidelbergu. Potem orzekał na stanowisku Sędziego Przewodniczącego Sądu Krajowego dla Badenii-Wirtembergii.
W roku 1980 Dieterich został mianowany sędzią Federalnego Sądu Pracy a w roku 1987 wybrany na stanowisko sędziego Federalnego Trybunału Konstytucyjnego, gdzie w składzie Pierwszego Senatu orzekał do czasu mianowania go prezydentem Federalnego Sądu Pracy w roku 1994. Jako prezydent przewodził Pierwszemu Senatowi do czasu przejścia na emeryturę w roku 1999.